# 巴尔辛豪森
巴尔辛豪森（德語：Barsinghausen，發音：[ˌbaʁzɪŋˈhaʊzn̩] ⓘ）是德国下萨克森州汉诺威地区的城市，面积102.81平方千米，2023年12月31日人口为34,955人。

## 姊妹城市
- 法國 蒙圣艾尼昂
- 波蘭 下布熱格
- 德国 武尔岑
- 乌克兰 科韋利